# Avers (commune)
Pour les articles homonymes, voir Avers.
Avers est une commune suisse du canton des Grisons, située dans la région de Viamala. C'est dans la commune d'Avers que se trouve Juf le plus haut village d'Europe habité en permanence par une trentaine de personnes.

## Monuments et curiosités
Avers-Cresta est composée d'un ensemble de fermes isolées situées à près de 2 000 mètres d'altitude, trahissant l'influence des migrations des Walser depuis le XIVe siècle.
L'église réformée de style roman tardif, construite en 1764, a un chœur polygonal. Sur la paroi intérieure occidentale sont visibles des peintures du XVe siècle. représentant les saints Georges et Christophe.